# Handelsakademie
Die Handelsakademie (Abkürzung HAK) ist eine berufsbildende höhere Schule (BHS) in Österreich, deren Schwerpunkt eine kaufmännische und betriebswirtschaftliche Ausbildung der Schüler ist. Handelsakademien gehören zu den österreichischen Schulen, die nach fünf Jahren mit der Matura abschließen und deren Absolventen daher studienberechtigt sind.

## Allgemeines
Die Ausbildung für die im Allgemeinen 14- bis 19-jährigen Schüler dauert fünf Jahre und schließt mit der Reifeprüfung (Matura) ab.
Organisatorisch unterstehen alle Schulen dem Bundesministerium für Bildung. Ist der Schulerhalter ebenfalls der Bund, so werden sie als Bundeshandelsakademie (BHAK) bezeichnet. Es gibt aber auch private Schulen, wie beispielsweise jene vom Fonds der Wiener Kaufmannschaft in Wien und Niederösterreich. An die meisten Handelsakademien ist eine Handelsschule angeschlossen.

## Lehrplan
Es werden sowohl Deutsch und meistens zwei Fremdsprachen als auch wirtschaftliche Fächer wie Rechnungswesen und Betriebswirtschaft sowie Informatikfächer unterrichtet.
Des Weiteren kann jede Schule selbst einen zusätzlichen Schwerpunkt wählen, etwa Internationale Wirtschaft oder Qualitätsmanagement, Managementlehre und Persönlichkeitsbildung.

## Sonderformen
Im städtischen Raum bieten manche Handelsakademien auch die HAK-Abendschule an, die in der Regel vier Jahre dauert. An manchen Standorten gibt es noch zusätzlich einen sogenannten Aufbaulehrgang, der es ermöglicht, nach einem Handelsschulabschluss in drei Jahren die Handelsakademie abzuschließen.
Weiters wurde in einigen Handelsakademien Österreichs unter dem Namen Handelsakademie für Wirtschaftsinformatik ein Digital-Business-Zweig eingeführt, bei dem vor allem eine Verknüpfung des wirtschaftlichen Aspekts mit einer Informatikausbildung forciert wird.
An mehreren österreichischen Handelsakademien gibt es zweisprachigen Unterricht, so wird an der seit 1990 bestehenden zweisprachigen Handelsakademie in Klagenfurt am Wörthersee in den Sprachen Deutsch und Slowenisch unterrichtet, an der Handelsakademie in Frauenkirchen auf Deutsch und Ungarisch.
Eine weitere sprachliche Sonderform der Handelsakademie befindet sich am Österreichischen St. Georgs-Kolleg in Istanbul, welches eine seit 1882 bestehende österreichische Auslandsschule ist. Vorhanden ist beim Österreichischen St. Georgs-Kolleg auch ein zweisprachiger Unterricht, wobei da die Fächer Geografie, Geschichte, Türkisch und Religion in türkischer und die restlichen Fächer in deutscher Sprache unterrichtet werden.

## Geschichte
Die ersten Handelsakademien Österreichs wurden in Prag (1856) und Wien (1857) gegründet. Bereits 1895 entstand in Klagenfurt am Wörthersee eine Handelsakademie. Bis 1901 entstanden 20 Handelsakademien (höhere Lehranstalten), sowie 47 Handelsschulen und 157 kaufmännische Fortbildungsschulen.
Anfang des 20. Jahrhunderts dienten Handelsakademien als vierjährige Qualifikation, die mit einer abgeschlossenen Lehre in einem Handwerk gleichgesetzt wurde und gemeinsam mit einem einjährigen Praktikum zur Ausübung eines Handwerks berechtigte. Das Zeugnis einer Handelsakademie diente zudem auch als Studienberechtigung ausgewählter Universitäten, vorzugsweise der Hochschule für Welthandel in Wien. Standorte für Handelsakademien befanden sich 1931 in Wien (vier Akademien), Linz, Klagenfurt, Graz und Innsbruck.
Auch in Tschechien und in der Slowakei gibt es bis heute den Schultyp der Handelsakademie (obchodní akademie, slowakisch obchodná akadémia).